# Ford Popular
Ford Popular war die Modellbezeichnung zweier Kleinwagengenerationen von Ford of Britain. Die schwach ausgestatteten und technisch veralteten Popular waren jeweils die preiswertesten Personenwagen und zeitweise auch die günstigsten Neuwagen aus britischer Produktion. Sie basierten auf älteren Ford-Anglia-Modellen und dienten als Einsteigerfahrzeuge. Die Bezeichnung Popular wurde auch für australische Ford-Modelle verwendet; die dort als Popular verkauften Autos weichen von den britischen Fahrzeugen gleichen Namens ab.

## Ford of Britain
Die britische Ford-Niederlassung baute von 1953 bis 1962 zwei Modellreihen mit der Bezeichnung Ford Popular. Die Autos waren von anderen Ford-Modellen abgeleitet. Von 1975 bis 1980 nutzte Ford den Begriff Popular noch einmal für die Bezeichnung einer Ausstattungsvariante des Ford Escort.

### Erste Serie: Popular 103E
Der erste Ford Popular wurde zwischen 1953 und 1959 in England gebaut. Er trägt die werksinterne Bezeichnung 103E und wird inoffiziell wegen seiner schmalen und hohen Kühlermaske auch als Upright (aufrecht) bezeichnet. Der 103E ist weitgehend identisch mit dem von 1948 bis 1953 produzierten Anglia E494A, der seinerseits technisch und stilistisch auf das 1932 eingeführte Ford Model Y zurückgeht. Die technische Basis des Popular 103E war damit bei Markteinführung bereits 21 Jahre alt.
In den frühen 1950er-Jahren war der Ford Anglia 494A ein preiswertes, aber deutlich veraltetes Modell. Insbesondere die schmale und hohe Kühlermaske, die frei stehenden Kotflügel und die aufgesetzten Scheinwerfer wirkten „wie aus einer anderen Zeit“. Der Nachfolger, der ab 1953 als Anglia 100E verkauft wurde, kam dagegen mit einer zeitgemäßen Karosserie im Pontonstil auf den Markt und setzte sich damit deutlich von dem alten Anglia ab. Anfängliche Planungen des Ford-Managements waren darauf gerichtet, den Anglia 100E auch in einer schwach ausgestatteten, besonders preiswerten Version anzubieten, die der günstigste Pkw aus britischer Produktion werden sollte. Dieses Ziel ließ sich aber angesichts der hohen Entwicklungskosten des 100E nicht erreichen. Stattdessen entschied sich Ford dafür, den alten Anglia 494A neben dem neuen Anglia 100E für den Basismarkt weiter zu produzieren. Der alte Anglia 494A erhielt die Modellbezeichnung Ford Popular und blieb in der auf die Vorkriegszeit zurückgehenden Form bis 1959 im Programm.
Der Popular 103E war ausschließlich als zweitürige Limousine lieferbar. Die standardisierte Karosserie entspricht vollständig der des bisherigen Anglia 494A. Der Popular 103E wurde werksseitig nahezu ohne verchromte Dekorteile ausgeliefert. Die Teile, die beim Anglia 494A verchromt gewesen waren, sind beim Popular 103E entweder in Wagenfarbe oder in silberner Farbe lackiert. Es gibt nur einen Scheibenwischer, der am oberen Rahmen der Windschutzscheibe montiert ist, und Blinker waren nur gegen Aufpreis erhältlich. Die Scheinwerfer haben einen geringeren Durchmesser als die des Anglia 494A. Der Wagen wird von einem seitengesteuerten Vierzylinder-Reihenmotor mit 1172 cm³ Hubraum angetrieben, der 30 bhp (22 kW; 30 PS) leistet. Die Kraftübertragung übernimmt ein handgeschaltetes Dreiganggetriebe, dessen zwei oberen Gänge synchronisiert sind.
Bei seiner Vorstellung im Herbst 1953 kostete Popular in Großbritannien 390 £. Er war damit der preiswerteste in Großbritannien produzierte Neuwagen. Sein Preis lag 55 £ niedriger als der der letzten Version des Anglia 494A, von dem er abgeleitet war, 85 £ unter dem Austin A30 und 121 £ unter dem neuen Anglia 100E.
Der Popular 103E wurde von November 1953 bis August 1959 gebaut. Bis Juli 1955 entstanden die Autos in Fords angestammtem Werk im Londoner Vorort Dagenham, danach wurde die Fertigung in die ehemalige Fabrik des von Ford übernommenen Karosserieherstellers Briggs nach Doncaster, South Yorkshire, verlegt. Insgesamt entstanden 155.000 Fahrzeuge dieser Reihe, etwa 85.000 davon in Dagenham. Damit war das Auto in der Ford-Popular-Ausführung weit erfolgreicher als das Ausgangsmodell Anglia 494A, den Ford von 1948 bis 1953 etwa 100.000-mal gebaut hatte.

### Zweite Serie: Popular 100E
Im Herbst 1959 führte ein Modellwechsel beim Anglia auch zu einer Neuaufstellung des Popular. An die Stelle des bisherige Anglia 100E trat der neu konstruierte Anglia 105E (New Anglia). Der bisherige Anglia 100E erhielt daraufhin die Bezeichnung Ford Popular (100E) und blieb als neues Basismodell neben dem neuen Anglia im Programm. Die Produktion des alten Popular der Baureihe 103E endete.
Der Popular 100E war nur als zweitürige Limousine erhältlich. Die Pontonkarosserie ist mit der des Anglia 100E identisch. Stilistisch erinnert sie an die Formen des ersten Ford Zephyr von 1951. Technisch entspricht der Popular 100E vollständig dem bis 1959 produzierten Anglia 100E. Wie dieser wird er von einem 1,2-Liter-Vierzylindermotor angetrieben, der 36 bhp (27 kW; 36 PS) bei 4500/min leistet. Sein maximales Drehmoment von 52 lbs·ft (70 N·m) gibt er bei 2500/min ab. Die seitlich stehenden Ventile waren 1959 ein veraltetes Konstruktionsmerkmal. Die Kraft überträgt serienmäßig ein handgeschaltetes Dreiganggetriebe, dessen zweiter und dritter Gang synchronisiert sind. Der Popular 100E erreichte eine Höchstgeschwindigkeit von 70,2 mph (113 km/h) und beschleunigte von 0 auf 60 mph (97 km/h) in 29,4 Sekunden.
Im Vergleich zum Anglia 100E ist die Ausstattung des Popular 100E deutlich reduziert. Die Basisversion des Popular galt als besonders spartanisch. Die vorderen Dreiecksfenster waren nicht beweglich, auch eine Ablage vor dem Beifahrer fehlte. Eine etwas besser ausgestattete Deluxe-Version hatte serienmäßig Aschenbecher, eine Innenraumbeleuchtung, Sonnenblenden am Fahrzeughimmel und bewegliche vordere Dreiecksfenster.
Die Basisausführung des Popular 100E war bei Markteinführung erneut der günstigste Neuwagen Großbritanniens. Sie kostete 494 £. Damit war sie 80 £ teurer als der alte Popular 103E, aber 95 £ günstiger als der neue Anglia 105E und 3 £ günstiger als der Mini von BMC. Die Deluxe-Version des Popular 100E kostete 515 £.
Der Popular 100E wurde von Oktober 1959 bis Juni 1962 produziert. In dieser Zeit entstanden 126.000 Autos. Neben der Limousine verkaufte Ford eine zweitürige Kombiversion unter der Modellbezeichnung Escort. Sie blieb bis Oktober 1961 im Programm und wurde durch den Anglia 105E Estate abgelöst.

### 1975 bis 1991: Popular als Ausstattungslinie

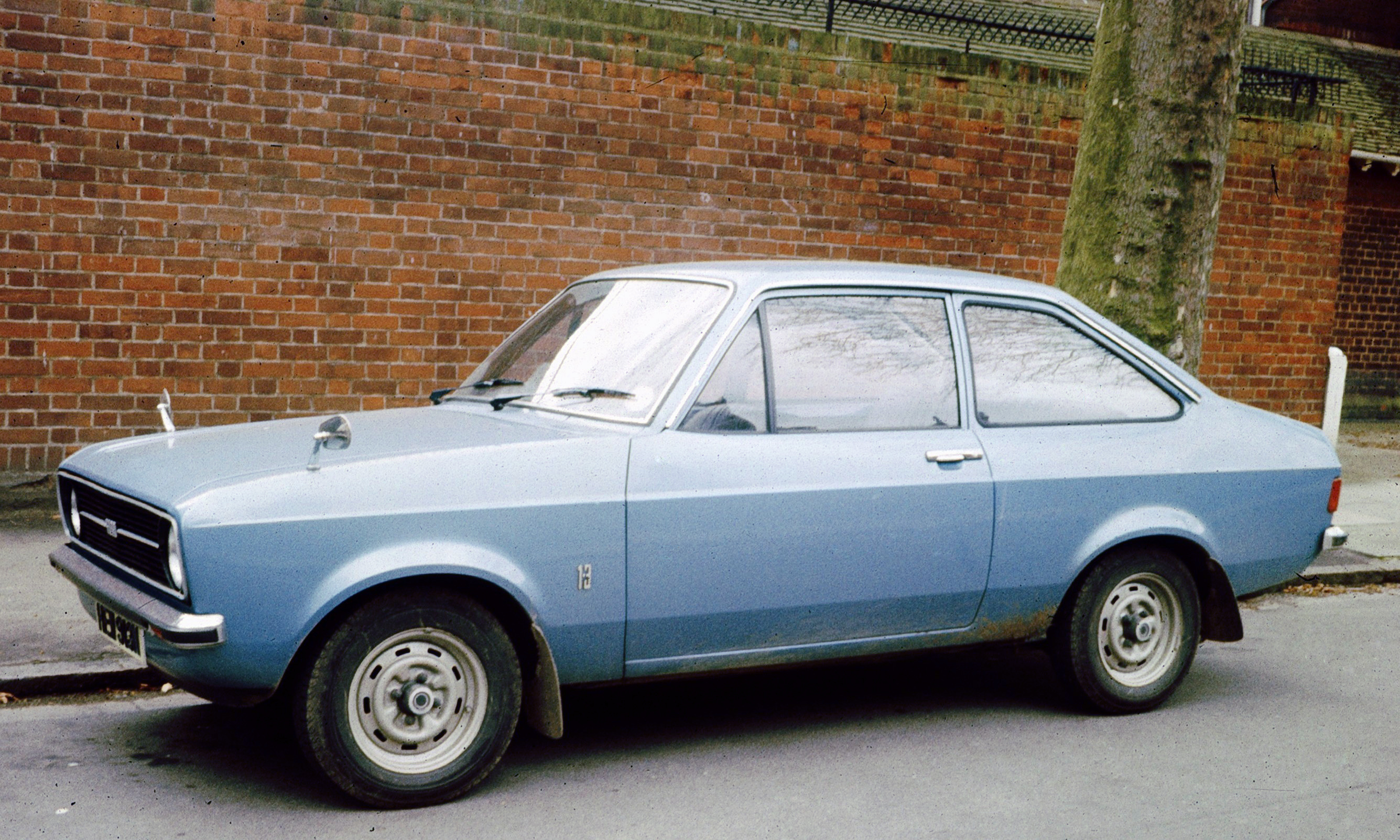
„Traumauto der Arbeiter“: Zweitüriger Ford Escort II in Basis-Ausstattung Popular (1976)

Ab 1975 lebte der Begriff Popular in Großbritannien wieder auf. Er bezeichnete besonders einfache Ausstattungslinien für mehrere kleine Ford-Modelle.
Von 1975 bis 1980 war der Popular die einfachste Variante des Escort II. Dieses Modell wurde nur als Zweitürer angeboten. Es war mit einer 1,1 Liter großen Version des Kent-Motors ausgestattet, der 40 bhp (30 kW; 41 PS) leistete. Der Escort Popular hatte Trommelbremsen rundum, 12-Zoll-Räder und einfache Diagonalreifen. Alle Dekorteile, die üblicherweise verchromt waren, waren beim Popular mattschwarz lackiert. Die Höchstgeschwindigkeit lag bei 123 km/h. Der Escort Popular kostete bei seiner Markteinführung 1.299 £. Er war damit günstiger als ein Mini 1000. In Großbritannien wurde das Auto zeitweise zum „Traumauto der Arbeiter“ stilisiert.
Die Ausstattungslinie Popular war danach auch für die dritte und die vierte Generation des britischen Escort erhältlich. Ab 1980 gab es sie außerdem beim Fiesta.

## Ford Australia

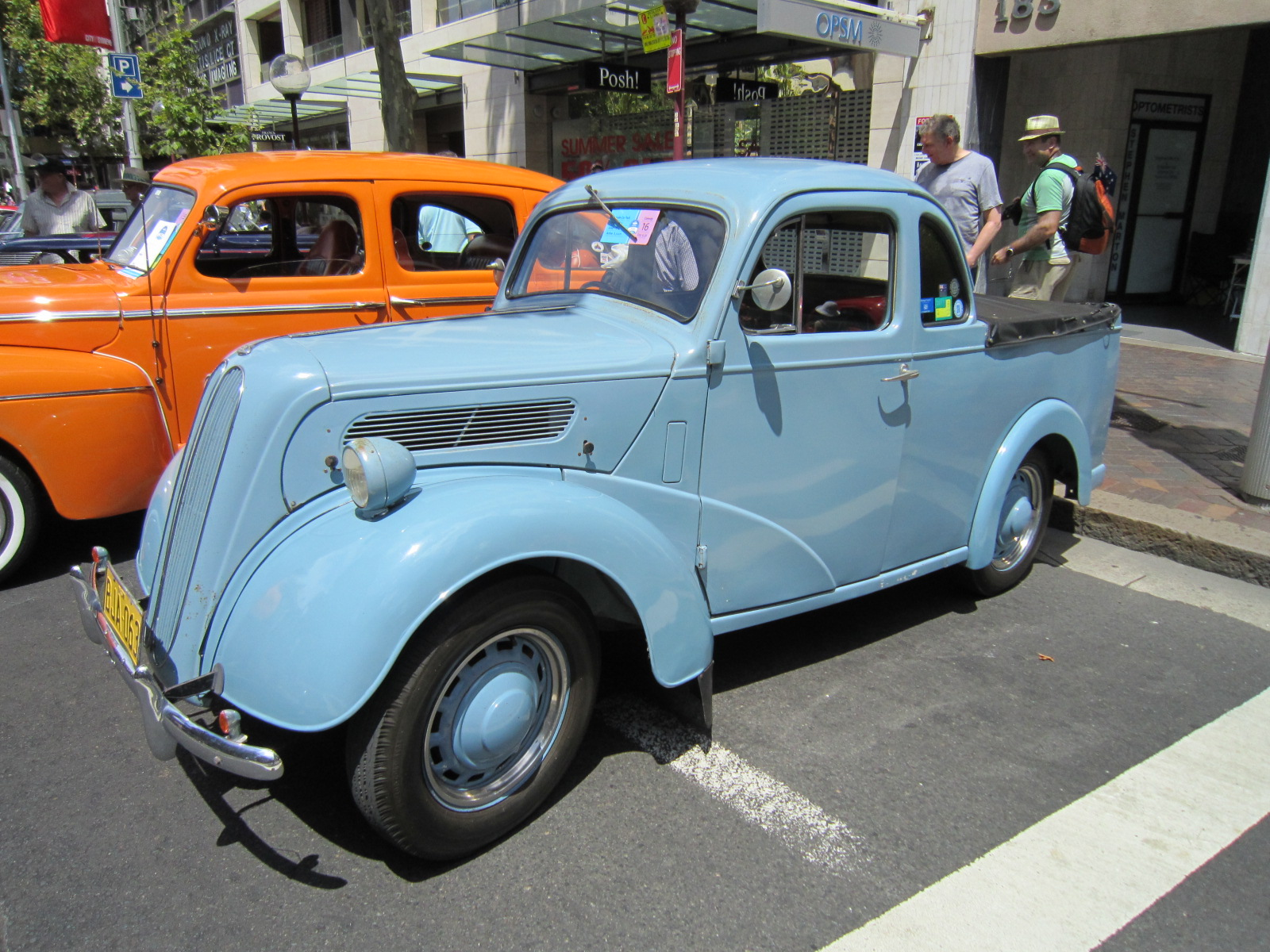
Australischer Ford Popular Coupé Utility

Von 1953 bis 1955 verkaufte die australische Ford-Tochter unter dem Namen Popular ein zweitüriges Nutzfahrzeug mit offener Ladefläche (sog. Ute). Die Ute basierten auf dem verlängerten Chassis des bis 1953 produzierten Ford Prefect E493A, dessen Radstand 2400 mm beträgt. Die Frontmaske entsprach allerdings dem britischen Popular 103E. Der australische Popular war mit kompletter Fahrgastzelle (Coupé Utility) oder als Chassis mit Motorabdeckung und Windschutzscheibe erhältlich; letztere Variante ermöglichte den Aufbau individueller Nutzfahrzeugkarosserien.